# Ейнор Ольгерд Леонардович
Ейнор Ольгерд Леонардович (13 травня 1908 — 9 грудня 1991) — український геолог і палеонтолог. Доктор геолого-мінералогічних наук (1947), професор (1950). 

## Біографія
Народився 13(26) травня 1908 року в Полтаві в родині відомого лікаря Леонарда Юрійовича Ейнора, який працював у приватній клініці. Сім'я мала литовське коріння. 1930 року Ольгерд Леонардович закінчив геологічне відділення фізико-математичного факультету Ленінградського університету. 
Після закінчення університету працював у наступних організаціях та наукових установах: 
- Ленінградський вугільний інститут Головного геолого-розвідувального управління (1930–1931);
- Уральске геологічное управління (м. Свердловськ, 1931-1936);
- Арктичний НДІ Головного управління північного морського транспорту при РНК СРСР (Ленінград, 1936–41);
- Печорска геологічна експедиції «Воркутавугілля» (1941–44);
- Всесоюзний науково-дослідний геологічний інститут (Ленінград, 1944–49);
- Південно-Казахстанське геологічне управління (Алма-Ата, 1949–50).

Подальша професійна діяльність вченого пов'язана з Київським державним університетом ім. Т. Г. Шевченка. З 1950 по 1976 рік він очолював кафедру загальної та історичної геології. У 1976–84 роках займав посаду професора кафедри регіональної геології, у 1984–88 роках — професора кафедри загальної та історичної геології.
Ольгерд Леонардович організовував геологічні експедиції Київського університету: Казахстанську (1952), Приазовську (1962), Придністровську (1964), Південно-Уральську (1969). 
Ольгерд Леонардович був дуже обдарованою і різнобічною людиною — в юності професійно грав у теніс, був прекрасним шахістом, грав на фортепіано і дуже любив кататися на лижах.
Помер 9 грудня 1991 року. Похований на Совському кладовищі м. Києва.

## Наукова діяльність
1936 року Ольгерду Леонардовичу Ейнору присуджено науковий ступінь кандидата геолого-мінералолічних наук (без захисту дисертації, за сукупністю праць за тематикою Південного Уралу). 1947 року Ольгерд Леонардович захистив докторську дисертацію за темою «Стратиграфія пермських відкладень вугленосного басейну Півночі СРСР».
Сфера наукових досліджень: палеонтологія, біостратиграфія, палеогеографія кам’яновугільних відкладів. Виконував геологічне картування на Уралі, у Печорському басейні, Арктиці, Сибіру, вивчав стратиграфію та брахіоподів верхнього палеозою СРСР. 1930 року виявив промислові пласти кам’яного вугілля на Уралі (Грем’ячинське родовище). 1941 року відкрив друге вугільне родовище — Нижньо-Сіловске. 
Ольгерд Леонардович представляв Київський університет на Міжнародних конгресах з геології та стратиграфії карбону у 1971-83 роках. Редактор міжнародного видання «Карбон світу». Очолював українське відділення Всесоюзного палеонтологичного товариства.
Автор 228 наукових праць, 8 монографій.

### Основні праці
- Атлас литолого-палеогеографических карт СССР. М., 1967. Т.I-IV
- Основные черты палеогеографии Сибири в каменноугольном и пермском периодах: Монография (1960) (в соавт.)
- Палеогеография карбона СССР: Монография (1960) (в соавт.)
- Основы геологии СССР. Учебник: В 2 кн. К., 1961 (Ч.1); К., 1964 (Ч.2)
- Исследования по стратиграфии карбона восточной окраины Урало-Волжской нефтеносной области (горная Бажкирия), Гос. научно-техн. издательство нефтяной и горно-топливной литературы, 1958
- Докембрий Западного Приазовья, Изд. Киевского университета, 1971 (в соавт.)